# Daviesia ulicifolia
Daviesia ulicifolia là loài cây bụi trong họ Fabaceae. Nó là loài đặc hữu của Úc. Cây có thể cao đến 2 m, hoa nở từ tháng 5 đến tháng một trong vùng bản địa.
Loài này được nhà thực vật học người Anh Henry Charles Andrews năm 1803 trong The Botanist's Repository for New, and Rare Plants.